# Keep Holding On
Keep Holding On – piosenka Avril Lavigne, stworzona na potrzeby filmu fantasy Eragon z roku 2006. Autorami utworu są Avril Lavigne oraz Lukasz „Dr. Luke” Gottwald, który był również producentem kompozycji. „Keep Holding On” to pierwszy utwór promujący ścieżkę dźwiękową filmu „Eragon” – w Stanach Zjednoczonych promowany był przez stacje radiowe od listopada 2006.
Potwierdzono już, że nowa wersja utworu znajdzie się na trzecim albumie piosenkarki, którego premiera odbyła się 17 kwietnia 2007, aczkolwiek na The Best Damn Thing pojawiła się niezmieniona, oryginalna wersja. Wokalistka określiła album jako bardziej optymistyczny i cięższy niż „Keep Holding On”.
Piosenka została życzliwie przyjęta przez krytyków muzycznych – magazyn Billboard określił ją jako „wspaniały utwór”, w którym Avril Lavigne pokazuje, że „zamierza zostać na rynku muzycznym na długo”.
Utwór „Keep Holding On” utrzymał się przez cztery tygodnie na kanadyjskiej liście przebojów publikowanej przez serwis „Nielsen Broadcast Data Systems”, co oznaczało powtórzenie sukcesu tytułu „Complicated” z roku 2002 tej samej wokalistki. Utwór znalazł się również w czołowej dwudziestce listy „Top 100” magazynu Billboard i w czołowej dziesiątce zestawienia „Hot Adult Top 40 Tracks”.